# Karel Poborský
Karel Poborskýⓘ, sinh ngày 30.3.1972 tại Třeboň, là một cựu cầu thủ bóng đá của Cộng hòa Séc. Poborský là cầu thủ tiền vệ chuyên chơi ở cánh phải, luôn được chọn vào Đội tuyển quốc gia và nổi tiếng về khả năng kỹ thuật.

## Sự nghiệp câu lạc bộ
Poborský bắt đầu chơi chuyên nghiệp trong các đội S.K. Dynamo České Budějovice, FK Viktoria Žižkov và SK Slavia Praha (mùa mà cầu thủ Patrik Berger chuyển sang chơi cho đội Borussia Dortmund của Đức).
Tháng 7 năm 1996, Poborský ký hợp đồng chơi cho đội Manchester United của Anh, nhưng chỉ chơi trên sân Old Trafford một mùa rưỡi, vì lúc đó cầu thủ David Beckham của đội này đang trở thành ngôi sao. Tháng Giêng năm 1998, anh rời M.U. sang chơi cho Câu lạc bộ Benfica (Sport Lisboa e Benfica) của Bồ Đào Nha, chơi chung với cầu thủ João Vieira Pinto, và được các người hâm mộ yêu thích.
Tháng Giêng năm 2001, Poborský chuyển sang chơi cho câu lạc bộ Lazio của Ý. Tháng 7 năm 2002, anh trở về quê nhà, ký hợp đồng chơi cho đội AC Sparta Praha. Tháng Giêng năm 2006, anh trở lại đội cũ ban đầu S.K. Dynamo České Budějovice, lúc này đang chơi ở hạng 2 và giúp đội trở lại hạng nhất (sau trận đấu với một đội cũ khác là Slavia Praha, ngày 28.5.2007).

## Sự nghiệp quốc tế
Poborský được chọn vào đội tuyển quốc gia lần đầu, trong trận đấu với đội tuyển quốc gia Thổ Nhĩ Kỳ ngày 23.2.1994, đây cũng là trận đầu tiên của đội tuyển Cộng hòa Séc sau khi chia đôi với Slovakia. Anh chơi cho đội tuyển quốc gia trong các Euro 1996, Euro 2000, và Euro 2004. Anh cũng chơi cho đội tuyển quốc gia trong Giải vô địch bóng đá thế giới 2006 (World Cup 2006), sau đó anh rút khỏi đấu trường quốc tế.
Sau khi ngưng chơi cho Câu lạc bộ từ năm 2007, Poborský bắt đầu làm trưởng ban kỹ thuật cho đội tuyển quốc gia.

### Cú lốp bóng của Poborský
Tên của Poborský thường gắn liền với lối chơi của anh ta trong Euro 96, nơi trong trận tứ kết đấu với đội tuyển Bồ Đào Nha, anh đã khoèo lấy bóng và lốp bóng qua thủ môn Vítor Baía đang lao ra. Bàn thắng này trở thành cú sút tiêu biểu cho Poborský, nên kiểu lốp bóng này được gọi là kiểu của Poborský.
Năm 2008, trong cuộc bầu chọn bàn thắng trong ngày do hãng bia Carlsberg tài trợ, bàn thắng đó đã được bầu chọn là bàn thắng đẹp nhất trên Euro2008.com. Khi còn chơi ở đội Câu lạc bộ Benfica, Poborský cũng đã ghi một bàn thắng tương tự vào lưới đội FC Porto (lần đó cũng chính Vítor Baía làm thủ môn).

## Thống kê sự nghiệp
| Thành tích cấp CLB  | Thành tích cấp CLB      | Thành tích cấp CLB  | Giải vô địch | Giải vô địch                       | Cúp quốc gia                | Cúp quốc gia                | Cúp liên đoàn         | Cúp liên đoàn         | Cúp châu lục  | Cúp châu lục  | Tổng cộng | Tổng cộng |
| Mùa giải            | CLB                     | Giải vô địch        | Trận         | Bàn                                | Trận                        | Bàn                         | Trận                  | Bàn                   | Trận          | Bàn           | Trận      | Bàn       |
| Czechoslovakia      | Czechoslovakia          | Czechoslovakia      | Giải vô địch | Giải vô địch                       | Cup                         | Cup                         | League Cup            | League Cup            | International | International | Tổng cộng | Tổng cộng |
| ------------------- | ----------------------- | ------------------- | ------------ | ---------------------------------- | --------------------------- | --------------------------- | --------------------- | --------------------- | ------------- | ------------- | --------- | --------- |
| 1991-92             | Dynamo České Budějovice | Czechoslovak League | 26           | 0                                  |                             |                             | N/A                   | N/A                   |               |               |           |           |
| 1992-93             | Dynamo České Budějovice | Czechoslovak League | 29           | 7                                  |                             |                             | N/A                   | N/A                   |               |               |           |           |
| Cộng hòa Séc        | Cộng hòa Séc            | Cộng hòa Séc        | Giải vô địch | Giải vô địch                       | Czech Republic Football Cup | Czech Republic Football Cup | League Cup            | League Cup            | Châu Âu       | Châu Âu       | Tổng cộng | Tổng cộng |
| 1993-94             | Dynamo České Budějovice | Czech League        | 27           | 8                                  |                             |                             | N/A                   | N/A                   |               |               |           |           |
| 1994-95             | Viktoria Žižkov         | Czech League        | 27           | 10                                 |                             |                             | N/A                   | N/A                   |               |               |           |           |
| 1995-96             | Viktoria Žižkov         | Czech League        | 1            | 0                                  |                             |                             | N/A                   | N/A                   |               |               |           |           |
| 1995-96             | Slavia Praha            | Czech League        | 26           | 11                                 | 2                           | 0                           | N/A                   | N/A                   | 11            | 2             | 39        | 13        |
| Anh                 | Anh                     | Anh                 | Giải vô địch | Giải vô địch                       | Cúp FA                      | Cúp FA                      | Cúp Liên đoàn         | Cúp Liên đoàn         | Châu Âu       | Châu Âu       | Tổng cộng | Tổng cộng |
| 1996-97             | Manchester United       | Premier League      | 22           | 3                                  |                             |                             |                       |                       |               |               |           |           |
| 1997-98             | Manchester United       | Premier League      | 10           | 2                                  |                             |                             |                       |                       |               |               |           |           |
| Bồ Đào Nha          | Bồ Đào Nha              | Bồ Đào Nha          | Giải vô địch | Giải vô địch                       | Cup of Portugal             | Cup of Portugal             | Portuguese League Cup | Portuguese League Cup | Châu Âu       | Châu Âu       | Tổng cộng | Tổng cộng |
| 1998-99             | Benfica                 | Portuguese League   | 19           | 5                                  |                             |                             |                       |                       |               |               |           |           |
| 1999-00             | Benfica                 | Portuguese League   | 29           | 5                                  |                             |                             |                       |                       |               |               |           |           |
| 2000-01             | Benfica                 | Portuguese League   | 13           | 1                                  |                             |                             |                       |                       |               |               |           |           |
| Ý                   | Ý                       | Ý                   | Giải vô địch | Giải vô địch                       | Coppa Italia                | Coppa Italia                | League Cup            | League Cup            | Châu Âu       | Châu Âu       | Tổng cộng | Tổng cộng |
| 2000-01             | Lazio                   | Italian League      | 19           | 1                                  |                             |                             |                       |                       |               |               |           |           |
| 2001-02             | Lazio                   | Italian League      | 27           | 4                                  |                             |                             |                       |                       |               |               |           |           |
| Cộng hòa Séc        | Cộng hòa Séc            | Cộng hòa Séc        | Giải vô địch | Giải vô địch                       | Czech Republic Football Cup | Czech Republic Football Cup | League Cup            | League Cup            | Châu Âu       | Châu Âu       | Tổng cộng | Tổng cộng |
| 2002-03             | Sparta Prague           | Czech League        | 29           | 8                                  |                             |                             | N/A                   | N/A                   |               |               |           |           |
| 2003-04             | Sparta Prague           | Czech League        | 28           | 11                                 |                             |                             | N/A                   | N/A                   |               |               |           |           |
| 2004-05             | Sparta Prague           | Czech League        | 24           | 6                                  |                             |                             | N/A                   | N/A                   |               |               |           |           |
| 2005-06             | Sparta Prague           | Czech League        | 6            | 1                                  |                             |                             | N/A                   | N/A                   |               |               |           |           |
| 2005-06             | Dynamo České Budějovice | Hạng hai            | 14           | 8                                  |                             |                             | N/A                   | N/A                   |               |               |           |           |
| 2006-07             | Dynamo České Budějovice | Czech League        | 12           | 2                                  |                             |                             | N/A                   | N/A                   |               |               |           |           |
| Tổng cộng           | Czechoslovakia          | Czechoslovakia      | 55           | 7\|\|\|\|\|\|\|\|\|\|\|\|\|\|\|\|  |                             |                             |                       |                       |               |               |           |           |
| Tổng cộng           | Cộng hòa Séc            | Cộng hòa Séc        | 194          | 65\|\|\|\|\|\|\|\|\|\|\|\|\|\|\|\| |                             |                             |                       |                       |               |               |           |           |
| Tổng cộng           | Anh                     | Anh                 | 32           | 5\|\|\|\|\|\|\|\|\|\|\|\|\|\|\|\|  |                             |                             |                       |                       |               |               |           |           |
| Tổng cộng           | Bồ Đào Nha              | Bồ Đào Nha          | 61           | 11\|\|\|\|\|\|\|\|\|\|\|\|\|\|\|\| |                             |                             |                       |                       |               |               |           |           |
| Tổng cộng           | Ý                       | Ý                   | 46           | 5\|\|\|\|\|\|\|\|\|\|\|\|\|\|\|\|  |                             |                             |                       |                       |               |               |           |           |
| Tổng cộng sự nghiệp | Tổng cộng sự nghiệp     | Tổng cộng sự nghiệp | 388          | 93\|\|\|\|\|\|\|\|\|\|\|\|\|\|\|\| |                             |                             |                       |                       |               |               |           |           |